# أوكوتيلية
الأوكوتيلية (الاسم العلمي: Fouquieriaceae) هي فصيلة من النباتات تتبع رتبة الخلنجيات من طائفة الوردانية.

## الأجناس
- الأوكوتيلة